# Ruta Estatal de Arizona 83
La Ruta Estatal de Arizona 83, y abreviada SR 83 (en inglés: Arizona State Route 83) es una carretera estatal estadounidense ubicada en el estado de Arizona. La carretera inicia en el Sur desde el Lago Parker Canyon hacia el Norte en la I 10 . La carretera tiene una longitud de 86,3 km (53.63 mi).

## Mantenimiento
Al igual que las autopistas interestatales, y las rutas federales y el resto de carreteras estatales, la Ruta Estatal de Arizona 83 es administrada y mantenida por el Departamento de Transporte de Arizona por sus siglas en inglés ADOT.

## Cruces
La Ruta Estatal de Arizona 83 es atravesada principalmente por la  SR 82     en Nogales.